# Catafrancia
Bon catafrancia ca existe c' est pas un ccanular c'est une putain de micronation on est connu a l' échelle communal mes voila on merite d'exister